# الکساندر بالوک
الکساندر همیلتون بولاک (Alexander Hamilton Bullock) (زادهٔ ۲ مارس، ۱۸۱۶ – درگذشتهٔ ۱۸ژانویه، ۱۸۸۲)، وکیل، سیاستمدار و بازرگان آمریکایی اهل ماساچوست بود. او که در ابتدا عضو حزب ویگ و سپس جمهوری‌خواه شد، سه دوره (۱۸۶۶–۱۸۶۹) به عنوان بیست و ششمین فرماندار ماساچوست خدمت نمود. او قبل از جنگ داخلی آمریکا، با گسترش برده‌داری فعالانه مخالفت نمود و در انجمن کمک‌های مهاجرتی نیوانگلند که در سال ۱۸۵۵ برای اسکان لغو طلبان در قلمروی کانزاس تأسیس شده بود، نقش عمده داشت. او برای چندین سال مشغول کاروبار بیمه در شهر ووستر بود که در آنجا برای یک دوره به عنوان شهردار نیز انجام وظیفه نمود.
بولاک در رشته حقوق تحصیل کرد و با یک عضو خانواده ثروتمند هازارد که تولیدکنندگان اسلحه بودند، ازدواج نموده به ثروتمندترین مرد ایالت تبدیل شد. او در جریان جنگ در بخش قانون‌گذاری مجلس خدمت نمود و در استخدام نیرو برای جنگ نقش فعال داشت. او خواهان گسترش راه‌آهن و اعتدال در این ایالت بود.

## اوایل زندگی
الکساندر همیلتون بولاک پسر سارا دیویس و روفاس بولاک در ۲ مارس، ۱۸۱۶ در شهر رویالستون ماساچوست به‌دنیا آمد. پدر او بازرگان و دهقان بود که یک آسیاب کوچک نیز داشت و در امور سیاسی محلی فعال بود. او قبل از رفتن به آکادمی لستر در مدارس محلی شرکت کرد. بولاک در سال ۱۸۳۶ از کالج آمهرست و در ۱۸۴۰ از مدرسهٔ حقوق هاروارد فارغ شد. سپس به دادگاه ماساچوست پذیرفته شد و به شرکت حقوقی اموری واشبورن در ووستر پیوست. با این حال از حقوق کناره‌گیری نموده در کاروبار بیمه به عنوان نماینده مشغول شد. او در نهایت به شرکت ایالتی تضمین زندگی مشترک که جان دیویس اولین رئیس آن بود، پیوست.
در سال ۱۸۴۲ بولاک در سیاست و خدمات عامه فعالیت خود را آغاز نمود. او به عنوان دستیار نظامی جان دیویس که فرماندار ماساچوست در آن سال بود، خدمت کرد که از آن به بعد او به نام سرهنگ بولاک یاد می‌شد. همچنین او در آن سال سردبیر روزنامه ملی ایگیز که یکی از روزنامه‌های ویگ بود شد و سال‌ها با آن روزنامه همکاری نمود.
بولاک در سال ۱۸۴۴ با الویرا هازارد دختر آگستس جورج هازارد از آنفیلد، کنتیکت، ازدواج نمود. آنها صاحب سه فرزند شامل کاشف فانی بولاک ورکمن بودند. پدر الویرا صاحب یک زرادخانه بزرگ بود. بعد از مرگ او در سال ۱۸۶۸، بولاک‌ها ثروت چشمگیر را به ارث برده و یکی از ثروتمندترین خانواده‌های این ایالت شدند.

## قانونگذاری ماساچوست
بولاک برای بار نخست در سال ۱۸۴۴ به عنوان ویگ به مجلس نمایندگان ماساچوست برگزیده شد و تا سال ۱۸۴۸ به مدت دو سال رئیس کمیته‌ای قضایی بود. در سال ۱۸۴۹ او در مجلس سنای ماساچوست انجام وظیفه نمود. در سال ۱۸۵۴، بولاک یکی از مدیران انجمن کمک‌های مهاجرتی نیوانگلند شد که توسط ایلی تایر بمنظور ارسال پناه‌جویان ضد برده‌داری به قلمروی کانزاس بعد ازینکه قانون کانزاس-نبراسکا مشخص نموده بود که برده‌داری در این سرزمین باید توسط حاکمیت مردمی تعیین شود تأسیس گردیده بود.

## سیاست ووستر
هنگامیکه ووستر به عنوان یک شهر در سال ۱۸۴۸ شناخته شد، بولاک برای خدمت در مراسم افتتاحیه شورای عمومی انتخاب شد. او نخستین بار در سال ۱۸۵۳ برای شهردار شدن شهر ووستر اقدام نمود اما در انتخابات شکست خورد. در سال ۱۸۵۹، او به عنوان شهردار ووستر برگزیده شد و ویلیام دبلیو رئیس‌جمهوری‌خواه را با تفاوت اندک شکست داد. او در جریان دوره یک سالهٔ خود ۱۰۰۰ دلار حقوق خود را برای اهدا مدال به دانش آموزان برگزیده مدرسه در شهر اختصاص داد. این شهر اجازه تأسیس کتابخانه عمومی را داد و او زمین را برای بازسای آن مهیا نمود. او در سال ۱۸۶۰ برای انتخابات مجدد اقدام نکرد.
در سال ۱۸۵۵ بولاک به عنوان عضو انجمن عتیقه فروشی آمریکا مستقر در ووستر برگزیده شد. بعداً از سال ۱۸۶۰ الی ۱۸۶۳ به عنوان رئیس انجمن باغبانی شهر ووستر خدمت کرد.

## جنگ داخلی
در سال ۱۸۶۱ بولاک دوباره به مجلس قانون‌گذاری ایالتی انتخاب شد و تا سال ۱۸۶۶ خدمت نمود. در ژانویهٔ سال ۱۸۶۲ بولاک به عنوان رئیس مجلس انتخاب شد و تا سال ۱۸۶۵ با اتفاق آرا خدمت نمود. او در استخدام نیرو برای ارتش اتحادیه نقش فعال داشت و در نظارت امور مالی ایالت در جریان جنگ کوشا بود. او از اصلاحات کارگری به ویژه قانون محدود کردن ساعات کاری پشتیبانی نمود. با وجودیکه خلأ قانونی گسترده‌ای وجود داشت، این قانون تا سال ۱۸۷۴ زمانیکه ده ساعت کار در این ایالت اجباری بود، وضع نشد.

## فرماندار ماساچوست
در سال ۱۸۶۵ بولاک نامزدی حزب جمهوری‌خواه برای فرمانداری را پس از تصمیم جان ای اندرو برای شرکت نکردن در انتخابات مجدد دریافت نمود. بولاک در انتخابات عمومی ارتشبد جنگ داخلی داریوش کاناپه را شکست داد و برای سه دوره مسلسل خدمت نمود. بولاک در یک گروه غیررسمی جمهوری‌خواهان عضویت داشت که به نام باشگاه پرنده به‌خاطر اسم مؤسس آن (فرانسس دبلیو بیرد سرمایه‌گذار بزرگ) یاد می‌شد که به‌طور مؤثر حزب ایالتی جمهوری‌خواهان را کنترل می‌کرد و بر ادارات منتخب ایالت تا سال‌های ۱۸۷۰ تسلط داشت. او در جریان زمام‌داری خود امور مالی ایالت را بهبود بخشید و وام‌های مربوط به جنگ را کاهش داد. بولاک مدافع صریح حق رأی زنان بود. اگرچه قانون‌گذاران محافظه کارتر هیچگاه اجازه تصویب این قانون را ندادند. او همچنین طرفدار حمایت دولت از راه‌آهن بود و صورت حساب ارایه وام ۶ میلیون دلاری را در هر دوره خود برای خط آهن تروی و گرینفیلد و برای احداث تونل هوساک امضاء نمود. او همچنین مسئول استخدام بنیامین لاتروبی جونیر برای نظارت روی کار آن پروژهٔ نابسامان بود.
از جنجالی‌ترین مسائل در دوران زمام‌داری بولاک قانون منع الکل در این ایالت بود که در سال‌های ۱۸۵۰ تصویب شد و جمهوری‌خواهان متحد را از هم جدا کرده بود. تسهیل نمودن مقرارت سختگیرانه قانون یا اجرای آنها همیشه در مجلس مورد بحث بود. بولاک در مخالفت با رویکرد آندرو برای سیاست عدم مداخله دولت، قانون منع را سختگیرانه تر از هر فرمانده دیگر آن دوره به اجرا درآورد. این سیاست به نحوی عامل کاهش میزان تفاوت پیروزی در سه انتخابات او بود. در سال ۱۸۶۸ حامیان حقوقی مقررات ملایم، قانونی را برای لغو مسئولیت اجرای قانون توسط پلیس ایالتی تصویب کردند. بولاک این لایحه قانونی را با اشاره به اینکه پلیس فعالیت‌های حیاتی دیگری را انجام می‌دادند وتو کرد. در عین حال قانون جایگزین لغو با طرح صدور مجوز تصویب گردید. بولاک به این لایحه اجازه داد تا بدون امضاء او تبدیل به قانون شود. در سال ۱۸۶۹ مجلس محافظه‌کارتر اساسنامه ممنوعیت قبلی را بازگرداند.

## ارجاعات
1. ↑  Crane, pp. 19–20
2. ↑  Crane, p. 20
3. ↑  Rice, p. 380
4. ↑  Devens, p. 6
5. ↑  Devens, p. 7
6. ↑  Nutt, p. 17
7. ↑  James, p. 672
8. ↑  Pauly, p. 33
9. ↑  Devens, p. 9
10. ↑  Rice, p. 19
11. ↑  Rice, p. 25
12. ↑  Rice, p. 31
13. ↑  Rice, p. 33
14. ↑  "Members Directory – B". American Antiquarian Society. Retrieved 2016-03-17.
15. ↑  Worcester County Horticultural Society (2006). Transactions of the Worcester County Horticultural Society. Tower Hill Botanic Garden Library. Worcester County Horticultural Society. pp. 69.
16. ↑  Devens, p. 11
17. ↑  Devens, p. 13
18. ↑  Devens, pp. 14–15
19. ↑  Montgomery, pp. 121–126
20. ↑  Blewett, pp. 133–134
21. ↑  Mohr, p. 3
22. ↑  Schexnayder, p. 333
23. ↑  Mohr, p. 6
24. ↑  Mohr, p. 10
25. ↑  Schexnayder, p. 306
26. ↑  Baum, pp. 114–15, 123, 127, 129
27. ↑  Mohr. pp. 7–9